# Everton, Missouri
Everton är en ort i Dade County i Missouri.  Vid 2010 års folkräkning hade Everton 319 invånare.